# لیگ برتر والیبال مردان ایران ۱۳۸۱
لیگ برتر والیبال ایران ۱۳۸۱ ششمین دوره لیگ برتر والیبال ایران می‌باشد. این دوره از مسابقات با حضور ۱۱ تیم به صورت دوره‌ای و رفت و برگشت در یک گروه برگزار شد. پس از انجام ۲۰ هفته و ۱۱۰ دیدار، تیم پیکان تهران به قهرمانی این دوره از لیگ رسید، صنام تهران دوم و پاس تهران سوم شد.

## جدول رده‌بندی
|      |                  |          | بازی‌ها | بازی‌ها | بازی‌ها | ست‌ها | ست‌ها | ست‌ها    | صعود یا سقوط                        |
| رتبه | تیم              | امتیازات | بازی   | برد    | باخت   | برد  | باخت | میانگین | صعود یا سقوط                        |
| ---- | ---------------- | -------- | ------ | ------ | ------ | ---- | ---- | ------- | ----------------------------------- |
| ۱    | پیکان تهران      | ۳۸       | ۲۰     | ۱۸     | ۲      | ۵۷   | ۱۰   | ۵٫۷۰۰   | صعود به قهرمانی باشگاه‌های آسیا ۲۰۰۳ |
| ۲    | صنام تهران       | ۳۸       | ۲۰     | ۱۸     | ۲      | ۵۶   | ۱۶   | ۳٫۵۰۰   |                                     |
| ۳    | پاس تهران        | ۳۵       | ۲۰     | ۱۵     | ۵      | ۵۰   | ۲۸   | ۱٫۷۸۶   |                                     |
| ۴    | برق تهران        | ۳۲       | ۲۰     | ۱۲     | ۸      | ۴۳   | ۳۰   | ۱٫۴۳۳   |                                     |
| ۵    | قند شیروان       | ۲۸       | ۲۰     | ۸      | ۱۲     | ۳۵   | ۳۹   | ۰٫۸۹۷   |                                     |
| ۶    | نارنجستان نور    | ۲۸       | ۲۰     | ۸      | ۱۲     | ۳۳   | ۴۴   | ۰٫۷۵۰   |                                     |
| ۷    | لوله‌سازی اهواز   | ۲۸       | ۲۰     | ۸      | ۱۲     | ۳۴   | ۴۷   | ۰٫۷۲۳   |                                     |
| ۸    | نیوپان گنبد      | ۲۸       | ۲۰     | ۸      | ۱۲     | ۲۹   | ۴۶   | ۰٫۶۳۰   |                                     |
| ۹    | ذوب‌آهن اصفهان    | ۲۷       | ۲۰     | ۷      | ۱۳     | ۲۹   | ۴۴   | ۰٫۵۶۹   |                                     |
| ۱۰   | سایپا آذین تهران | ۲۷       | ۲۰     | ۷      | ۱۳     | ۲۹   | ۵۰   | ۰٫۵۸۰   |                                     |
| ۱۱   | سمنسوی ارومیه    | ۲۱       | ۲۰     | ۱      | ۱۹     | ۱۶   | ۵۸   | ۰٫۲۷۶   | سقوط به دسته اول                    |

- قهرمانی باشگاه‌های آسیا ۲۰۰۳ به دلیل شیوع بیماری سارس برگزار نشد.

## رده‌بندی نهایی
| رتبه | تیم              |
| ---- | ---------------- |
| 1    | پیکان تهران      |
| 2    | صنام تهران       |
| 3    | پاس تهران        |
| ۴    | برق تهران        |
| ۵    | قند شیروان       |
| ۶    | نارنجستان نور    |
| ۷    | لوله‌سازی اهواز   |
| ۸    | نیوپان گنبد      |
| ۹    | ذوب‌آهن اصفهان    |
| ۱۰   | سایپا آذین تهران |
| ۱۱   | سمنسوی ارومیه    |

|  | راه‌یافته به قهرمانی باشگاه‌های آسیا ۲۰۰۳ |

|  | راه‌یافته به دسته اول |

| قهرمان فصل ۱۳۸۱ لیگ برتر ایران |
| ------------------------------ |
| پیکان تهران پنجمین قهرمانی     |

|  |  |

### ترکیب تیم قهرمان
علیرضا بهبودی، محمد سلیمانی، پیمان اکبری، احسن‌الله شیرکوند، محمود افشاردوست، حسین معدنی (کاپیتان)، افشین اولیایی، سعید رضایی، سعید مصطفی‌وند، میکائیل یلمه، روح‌الله کولیوند، آندره کایشوک.
سرمربی: حسین مهران‌پور
مربیان:حسین حسینی، بهمن سلطانی